# Йоркелюнга
Йоркелюнга (на шведски: Örkelljunga) е град в южна Швеция, лен Сконе. Главен административен център на едноименната община Йоркелюнга. Намира се на около 420 km на югозапад от столицата Стокхолм и на 80 km на север от Малмьо. Първите сведения за града датират от 1307 г. Има жп гара. Населението на града е 4818 жители според данни от преброяването през 2010 г.